# One Day as a Lion (EP)
One Day as a Lion er den eponyme EP debut af One Day as a Lion, den musikalske duo bestående af Rage Against The Machines forsanger Zack de la Rocha på vokal og keyboard samt den tidligere trommeslager for The Mars Volta, Jon Theodore på trommer. EP'en blev mixet af Mario C.
Den 16. juli 2008 fik sangen "Wild International" premiere på deres Myspace side. Sangen fik også radio-premiere på den amerikanske radiostation KROQ samt den australske radiostation Triple J. EP'en blev udgivet i Europa og Australien den 18. juli 2008 og i USA den 22. juli 2008. Desuden blev EP'en udgivet på iTunes i deres iTunes Store format og på Amazon.coms MP3 Download service.

## Udgivelses ugen
One Day as a Lion solgte 17.000 eksemplarer i den første uge. Desuden har den solgt særdeles godt, for en kun fem-numre lang EP.

## Trackliste
1. . "Wild International" – 3:47
2. . "Ocean View" – 4:07
3. . "Last Letter" – 3:58
4. . "If You Feer Dying" – 3:57
5. . "One Day as a Lion" – 4:25